# ポール・シニガル
ポール・アルトン・"リルバック"・シニガル (Paul Alton "Lil' Buck" Sinegal,  1944年1月14日 - 2019年6月10日)は、アメリカ合衆国のザディコ・ブルースミュージシャン。ギター奏者。